# TOMCAT PC-3/X
TOMCAT PC-3/X（とむきゃっと　ぴーしーさんえっくす）は、世界初のIBM PC/AT互換機用BIOS, 周辺LSIを開発したトムキャットコンピュータ社が、1988年2月5日に発表し、同年2月20日にヨドバシカメラ新宿西口本店で販売開始したPC/AT、NEC PC-9801デュアル互換機。ヨドバシカメラ等を通じて少数（150台程度）が試験販売された。

## 概要
80386（16MHz 1wait, FPUは80287）を採用。内蔵HDDの有無により/X10, /X20 の2種があった。/X10の販価は39万8000円。
起動時に手動選択、または内蔵5inch FDDからブートセクタを読み取り自動的に判別して、EPROMに格納された独自開発のPC/AT, PC-9801双方の互換BIOSのうち一つ、或いはN88-BASIC類似のROM-BASICがSRAMにロードされ、何れかの仮想マシンが立ち上がる、クリーンコンピュータの進化形であった。
メーカーは更にIBM 5550、富士通 FM-R、シャープ MZ-2861等の仮想化マルチ対応計画をアナウンスしていたが、市販機はPC/ATとPC-9801のデュアル版のみに留まった。
周辺機器への対応からISAバス(IBM-PCにおけるATバス)版とCバス版が存在し、前者にはISAバス拡張ECGボードが、後者にはCバスの拡張EGAボードが提供されたが、ケースの違いだけで筐体内には双方のバスコネクタが共存していた。
洗練されたアーキテクチャとRAM BIOSにより、当時のEPSON PC-386より相当優速、かつハードウエア／ソフトウエア互換性も初号機としては極めて高次元にあったが（V30のハードウエアエミュレートも80286/80386上で実現していた）、上記の通り殆ど宣伝もされぬまま短期間試験販売されたのみで、業界に衝撃を与えた斬新かつ記念碑的マシンであったにもかかわらず、一般的な知名度は皆無に近い。
マザーボード共通で廉価版の80286(8/10MHz)搭載型は、最も熱心な協力社だったプロサイドを通じPROSIDE VS2として市販された一方、AX協議会の場で規格接近が試みられ、一部参加企業からは報道発表までされながらも、NEC, EPSON間の著作権争訟が影響し、実現を見ずに終わった。後にトムキャット社は、1991年にPC/AT上の仮想PC-9801システム（Virtual-98）を開発し、こちらは一定の成功を収めた。